# ادواردو پینسلی
ادواردو پینسلی (انگلیسی: Eduardo Pincelli؛ زادهٔ ۲۳ آوریل ۱۹۸۳) بازیکن فوتبال اهل برزیل است.
از باشگاه‌هایی که در آن بازی کرده‌است می‌توان به باشگاه فوتبال فلومیننزه، باشگاه فوتبال آریس لیماسول، باشگاه فوتبال اتنیکوس اچنا، و باشگاه فوتبال نئا سالامیس فاماگوستا اشاره کرد.